# Volvoreta (película de 1976)
Volvoreta es una película española de 1976 dirigida por José Antonio Nieves Conde. Adaptación de la novela homónima del escritor gallego Wenceslao Fernández Flórez.

## Argumento
Federica, conocida como Volvoreta, entra a servir en el pazo de los Abelenda. Sergio, hijo de los amos, se enamora de ella. Enterada de la situación, la madre del señorito despide a la criada, que no tiene más remedio que irse a la capital. Pero el amor de Sergio es tan fuerte que la seguirá. 

## Reparto
- Amparo Muñoz como Volvoreta
- Mónica Randall como Isabel
- Antonio Mayans como Sergio
- Luis Varela como Manolo
- Isabel Mestres como Luisa
- Violeta Jiménez como doña Rosa
- Pilar Bardem como Sra. Acevedo
- Rafael Navarro como Sr. Acevedo
- Agustín González como Rosales
- María Paz Molinero como Andrea
- Antonio Casas como don Miguel
- Ramiro Oliveros como Rodeiro